# Katsumi Oenoki
Katsumi Oenoki (大榎 克己, Oenoki Katsumi, Shizuoka, 3 april 1965) is een Japans voormalig voetballer die als middenvelder speelde.

## Carrière
Katsumi Oenoki speelde tussen 1988 en 2002 voor Yamaha Motors en Shimizu S-Pulse.

## Japans voetbalelftal
Katsumi Oenoki debuteerde in 1989 in het Japans nationaal elftal en speelde 5 interlands.

## Statistieken
| Japans voetbalelftal | Japans voetbalelftal | Japans voetbalelftal |
| Jaar                 | Wed.                 | Dlp.                 |
| -------------------- | -------------------- | -------------------- |
| 1989                 | 4                    | 0                    |
| 1990                 | 1                    | 0                    |
| Totaal               | 5                    | 0                    |